# Expedition 65

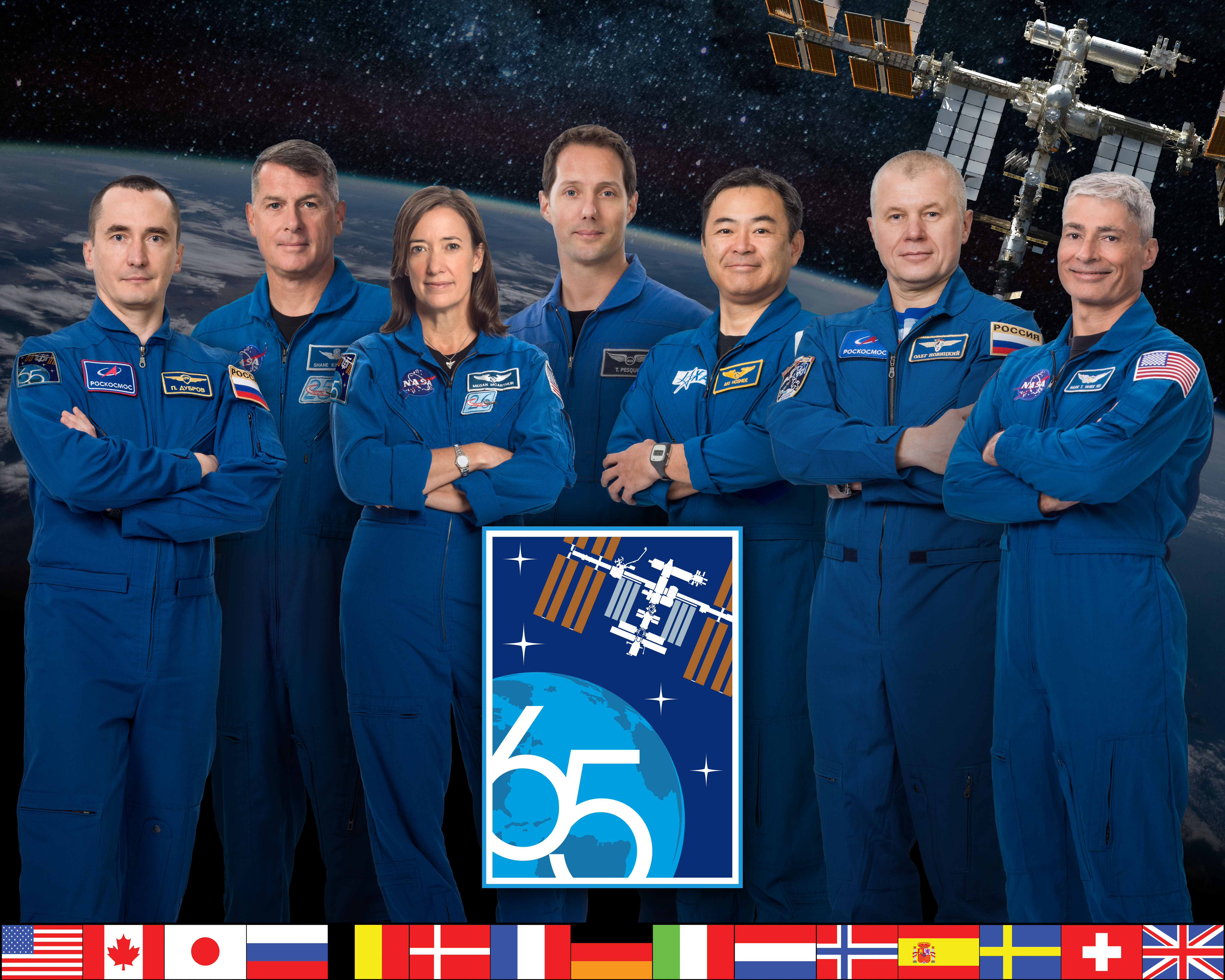
Expedition 65 besättning.

Expedition 65 var den 65:e expeditionen till Internationella rymdstationen (ISS). Expeditionen började den 17 april 2021 då delar av Expedition 64s besättning återvände till jorden med Sojuz MS-17.
Robert S. Kimbrough, K. Megan McArthur, Akihiko Hoshide och Thomas Pesquet anslöt till expeditionen den 24 april 2021.
Michael S. Hopkins, Victor J. Glover, Soichi Noguchi och Shannon Walker återvände till jorden den 2 maj 2021.
Under expeditionens sita dagar besökte ett ryskt film team rymdstatioen.
Expeditionen avslutades den 17 oktober 2021 då Sojuz MS-18 lämnade rymdstationen.

## Besättning
| Position        | Första delen (17 - 24 april 2021)            | Andra delen (24 april - 2 maj 2021)            | Tredje delen (2 maj - 4 oktober 2021)          | Fjärde delen (4 - 5 oktober 2021)              | Femte delen (5 - 17 oktober 2021)              |
| --------------- | -------------------------------------------- | ---------------------------------------------- | ---------------------------------------------- | ---------------------------------------------- | ---------------------------------------------- |
| Befälhavare     | Shannon Walker, NASA Hennes andra rymdfärd   | Shannon Walker, NASA Hennes andra rymdfärd     | Akihiko Hoshide, JAXA Hans tredje rymdfärd     | Thomas Pesquet, ESA Hans andra rymdfärd        | Thomas Pesquet, ESA Hans andra rymdfärd        |
| Flygingenjör 1  | Michael S. Hopkins, NASA Hans andra rymdfärd | Michael S. Hopkins, NASA Hans andra rymdfärd   | Robert S. Kimbrough, NASA Hans tredje rymdfärd | Robert S. Kimbrough, NASA Hans tredje rymdfärd | Robert S. Kimbrough, NASA Hans tredje rymdfärd |
| Flygingenjör 2  | Victor J. Glover, NASA Hans första rymdfärd  | Victor J. Glover, NASA Hans första rymdfärd    | K. Megan McArthur, NASA Hennes andra rymdfärd  | K. Megan McArthur, NASA Hennes andra rymdfärd  | K. Megan McArthur, NASA Hennes andra rymdfärd  |
| Flygingenjör 3  | Soichi Noguchi, JAXA Hans tredje rymdfärd    | Soichi Noguchi, JAXA Hans tredje rymdfärd      | Thomas Pesquet, ESA Hans andra rymdfärd        | Akihiko Hoshide, JAXA Hans tredje rymdfärd     | Akihiko Hoshide, JAXA Hans tredje rymdfärd     |
| Flygingenjör 4  | Oleg Novitskiy, RSA Hans tredje rymdfärd     | Oleg Novitskiy, RSA Hans tredje rymdfärd       | Oleg Novitskiy, RSA Hans tredje rymdfärd       | Oleg Novitskiy, RSA Hans tredje rymdfärd       | Oleg Novitskiy, RSA Hans tredje rymdfärd       |
| Flygingenjör 5  | Pyotr Dubrov, RSA Hans första rymdfärd       | Pyotr Dubrov, RSA Hans första rymdfärd         | Pyotr Dubrov, RSA Hans första rymdfärd         | Pyotr Dubrov, RSA Hans första rymdfärd         | Pyotr Dubrov, RSA Hans första rymdfärd         |
| Flygingenjör 6  | Mark T. Vande Hei, NASA Hans andra rymdfärd  | Mark T. Vande Hei, NASA Hans andra rymdfärd    | Mark T. Vande Hei, NASA Hans andra rymdfärd    | Mark T. Vande Hei, NASA Hans andra rymdfärd    | Mark T. Vande Hei, NASA Hans andra rymdfärd    |
| Flygingenjör 7  |                                              | Robert S. Kimbrough, NASA Hans tredje rymdfärd |                                                |                                                | Anton N. Sjkaplerov, RSA Hans fjärde rymdfärd  |
| Flygingenjör 8  |                                              | K. Megan McArthur, NASA Hennes andra rymdfärd  |                                                |                                                |                                                |
| Flygingenjör 9  |                                              | Akihiko Hoshide, JAXA Hans tredje rymdfärd     |                                                |                                                |                                                |
| Flygingenjör 10 |                                              | Thomas Pesquet, ESA Hans andra rymdfärd        |                                                |                                                |                                                |